# Pyotr Lavrentyevich Ulyanov
Pyotr Lavrentyevich Ulyanov (em russo:  Пётр Лавре́нтьевич Улья́нов; Oblast de Saratov, 3 de maio de 1928 – 13 de novembro de 2006) foi um matemático russo que trabalhou com análise.
Estudou na Universidade Estatal de Saratov e na Universidade Estatal de Moscou, onde obteve em 1950 um doutorado (Candidato de Ciências). Obteve a habilitação (Doktor nauk) em 1960.
Foi palestrante convidado do Congresso Internacional de Matemáticos em Nice (1970).

## References
- D'yachenko, M. I.; Potapov, M. K.; Kashin, B. S. (2008), «Petr Lavrent'evich Ul'yanov (on the 80th anniversary of his birth, May 3, 1928–November 13, 2006)», Vestnik Moskovskogo Universiteta. Seriya I. Matematika, Mekhanika, ISSN 0201-7385 (3): 3–5, MR 2517000